# 호수선
호수선(독일어: Seelinie 제리니어[*])은 SBB에서 영어로 언급하는 바와 같이 로르샤흐에서 로만스호른, 크로이츠링겐, 슈테크보른 및 슈타인 암 라인을 거쳐 샤프하우젠까지 이어지는 보덴호 주변의 순환 철도 스위스 철도 노선이다.

## 역사
1869년 10월 15일 로만스호른에서 로르샤흐까지의 구간이 개통되었다. 2년 후인 1871년 7월 1일에 로만스호른-콘스탄츠선이 이어졌다. 초기에 철도는 스위스 북동부 철도(NOB)에 속했으며 1902년에 SBB로 이전되었다.
1996년에는 경쟁 후 미텔투르가우반이 이 노선을 인수했다. 그들은 30분 간격의 고정 서비스를 도입하고 선로와 철도 차량을 모두 현대화했다. 2003년 미텔투르가우반이 파산했을 때 이 라인은 SBB와 미텔투르가우반의 합작 투자로 계획되었던 SBB 자회사인 투르보(Thurbo)로 넘어갔다.